# 충격과 공포 (영화)
《충격과 공포》(Shock and Awe)는 미국에서 제작된 로브 라이너 감독의 2017년 드라마 영화이다. 우디 해럴슨 등이 주연으로 출연하였고 엘리자베스 A. 벨 등이 제작에 참여하였다. 이 영화는 취리히 영화제에서 2017년 9월 30일 전 세계에 초연되었으며 2018년 6월 14일 디렉TV 시네마를 통해 개봉되었고 이후 2018년 7월 13일 버티컬 엔터테인먼트에 의해 한정 개봉되었다.

## 출연

### 주연
- 우디 해럴슨
- 밀라 요보비치
- 토미 리 존스
- 제임스 마즈든
- 제시카 비엘

### 조연
- 로브 라이너
- 리차드 쉬프
- 마이클 하딩
- 게이브 화이트
- 케이트 버틀러
- 알 사피엔자
- 테리 위블
- 스티브 콜터

## 기타
- 사운드슈퍼바이저: 론 벤더
- 미술: 크리스토퍼 R. 드무리
- 세트: 레스 부스
- 특수효과: 맷 커쳐
- 의상: 댄 무어
- 배역: 제레미 고든
- 배역: 제인 젠킨스